# Ron Chernow
Ronald « Ron » Chernow, né le 3 mars 1949, est un biographe américain. Il est notamment lauréat du prix Pulitzer de la biographie ou de l'autobiographie 2011 pour Washington: A Life.
Chernow est aussi l'auteur de biographies d'Ulysses S. Grant et Alexander Hamilton.
En 2018, le sketch de Michelle Wolf lors du dîner de l'Association des correspondants de la Maison-Blanche (WHCA) est très critiqué pour ses attaques personnelles contre des membres de l'entourage du président Trump (Kellyanne Conway et Sarah Huckabee Sanders). En conséquence, la WHCA décide, pour 2019, d'inviter non plus un humoriste mais Chernow pour parler de la liberté de la presse, un sujet très actuel alors que le président Trump accuse certains médias d'être des « ennemis du peuple ».